# Izabella Ferdinanda spanyol infánsnő
Izabella Ferdinanda (spanyolul: Isabel Fernandina; Madrid, Spanyol Királyság, 1821. május 18. – Párizs, Francia Köztársaság, 1897. május 17.), Bourbon-házból származó spanyol infánsnő, Ferenc de Paula, Cádiz hercege és Szicíliai Lujza Sarolta legidősebb leánya, a lengyel Ignacy Gurowski gróffal kötött rangon aluli házasságát követően Brüsszelben élt, és csak 1854-ben tért vissza Spanyolországba.

## Élete
Az infánsnő 1821. május 18-án született az aranjuezi királyi palotában, a Bourbon-ház spanyol ágának tagjaként. Születése napján megkeresztelték Izabella Ferdinanda Jozefa Amália, spanyolul: Isabel Fernandina Josefa Amalia néven. Apja, Ferenc de Paula infáns IV. Károly spanyol király és Parmai Mária Lujza királyné legifjabb gyermeke, míg édesanyja I. Ferenc nápoly–szicíliai király és Mária Izabella királyné (IV. Károly leányának) legidősebb leánya volt. Így Izabella Ferdinanda szülei közeli rokoni kapcsolatban álltak, apja édesanyja nagybátyja volt.
Az infánsnő 1841-ben Párizsban találkozott és titokban morganatikus házasságot kötött Ignacy Gurowski lengyel gróffal. Izabella Ferdinanda családja ellenezte kapcsolatukat ám idővel jövedelmet biztosított a párnak, akik Brüsszelben telepedtek le. Idővel Gurowski grófot II. Izabella királynő a spanyol nemesség sorába emelte, sőt, még diplomáciai tárgyalásokat is folytatott a királynő nevében III. Napóleon francia császárral. A párt belgiumi tartózkodásuk ideje alatt azután fogadta el a belga királyi udvar, miután az infánsnő bátyja, Ferenc de Asís 1846-ben elvette II. Izabella spanyol királynőt. Orléans-i Lujza Mária belga királyné halálát követően Izabella Ferdinanda az udvar első hölgyévé vált.
Az infánsnőnek és Ignacy Gurowski grófnak házasságuk alatt összesen nyolc gyermeke született:
- María Luisa Gurowska y de Borbón (1842–1877), 1865-ben feleségül ment Vicente Bertrán de Lis y Derrethez, akitől öt gyermeke született.
- Carlos Gurowsky y de Borbón (1846), Gurowsky grófja
- María Isabel Gurowska y de Borbón (1847–1925), kétszer házasodott: első férje Charles Allen-Perkins lett, akitől két fia is született, míg második férje Jose Maria Diaz-Martin y Torneira lett, akitől nem születtek gyermekei.
- Fernando Gurowsky y de Borbón (1848–1875), Bondad Real márkija, huszonhét éves korában hunyt el, gyermektelenül.
- Carlos Gurowsky y de Borbón (1854–1856)
- Augusto Gurowsky y de Borbón (1855)
- Luis Gurowsky y de Borbón (1856)
- María Cristina Gurowska y de Borbón (1854–1901), 1876-ban megházasodott Bartolomeu da Costa Macedo Giraldes Barba de Menezes, Trancoso vikomtjával, akitől négy gyermeke született.

## Forrás
- Isabel de Bourbon-Espagne (angolul)